# Späd trådmossa
Späd trådmossa (Cephalozia leucantha) är en levermossart som beskrevs av Richard Spruce. Späd trådmossa ingår i släktet trådmossor, och familjen Cephaloziaceae. Arten är reproducerande i Sverige.